# Henry Allen senior
Henry Allen senior (* 3. März 1877 in New Orleans; † 11. Januar 1952 in Algiers) war ein US-amerikanischer Jazz-Trompeter und Bandleader in Brass Bands in New Orleans.
Er war der Vater von Henry Red Allen. Allen wohnte in Algiers und leitete dort 1907 bis 1951 eine eigene Brass Band. Er spielte auch in der Excelsior Brass Band, der Pickwick Brass Band in Algiers und in der Band von Kid Howard.
Mit seiner Brass Band spielten unter anderem Buddy Bolden (gelegentlich), Louis Armstrong (1921), King Oliver, Papa Celestin, Peter Bocage, Jack Carey, Bunk Johnson, Lorenzo Tio, sein Sohn Henry Red Allen und Paul Barbarin.
| Personendaten    | Personendaten                                   |
| ---------------- | ----------------------------------------------- |
| NAME             | Allen, Henry senior                             |
| KURZBESCHREIBUNG | US-amerikanischer Jazz-Trompeter und Bandleader |
| GEBURTSDATUM     | 3. März 1877                                    |
| GEBURTSORT       | New Orleans                                     |
| STERBEDATUM      | 11. Januar 1952                                 |
| STERBEORT        | Algiers                                         |